# Vatan, Indre
Vatan là một xã ở tỉnh Indre ở miền trung nước Pháp. Xã này có diện tích 29,8 km², dân số năm 1999 là 1972 người. Khu vực này có độ cao trung bình 132 mét trên mực nước biển.